# Nymphoides cambodiana
Nymphoides cambodiana är en vattenklöverväxtart som först beskrevs av Henry Fletcher Hance, och fick sitt nu gällande namn av Tippery. Nymphoides cambodiana ingår i släktet sjögullssläktet, och familjen vattenklöverväxter. Inga underarter finns listade i Catalogue of Life.